# Ист Сајд (Пенсилванија)
Ист Сајд (енгл. East Side) град је у америчкој савезној држави Пенсилванија.

## Демографија
По попису из 2010. године број становника је 317, што је 27 (9,3%) становника више него 2000. године.
| Група             | 2000.       | 2010.       |
| Белци             | 282 (97,2%) | 300 (94,6%) |
| Афроамериканци    | 0 (0,0%)    | 9 (2,8%)    |
| Азијати           | 0 (0,0%)    | 0 (0,0%)    |
| Хиспаноамериканци | 2 (0,7%)    | 4 (1,3%)    |
| Укупно            | 290         | 317         |